# Nicolas Križan
Nicolas Maks Herbert Križan (uttal: /'kriʒan/; folkbokförd som Krizan), född 12 september 1963 i Lidköping, är en svensk art director, illustratör, grafisk formgivare och serieskapare. Han har sedan 1970-talet verkat som illustratör, och 1980-talets amatörserier ledde senare till ett flerårigt tecknande av Muminserien. Hans barnboksserie Mallan har utkommit i fyra volymer. 

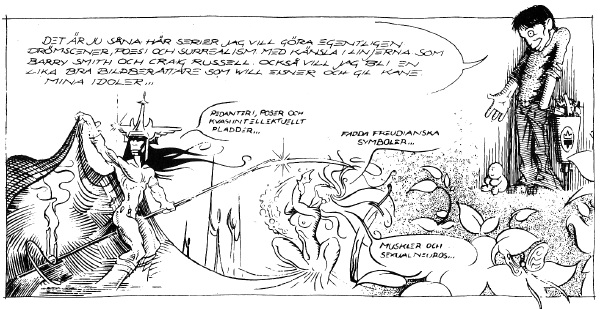
I serien "Vardagsrealism" (tecknad 1982 och publicerad i Seriefrämjandets ToTS 1/83) förklarade Križan vad hans dåtida målsättning som bildmakare var.

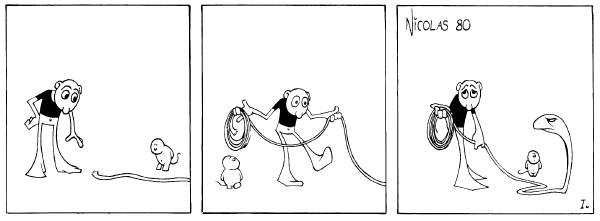
Strippserien Lillen namngavs efter den lilla runda gestalten som blev vittne till Villes (i det här fallet), konstnären Martins och andras komiska episoder.

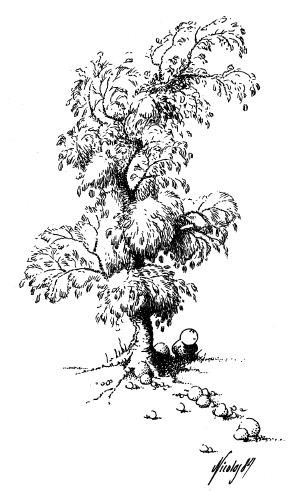
Križan har arbetat som illustratör för både böcker och tidningar. Den här bilden var dock baksidesteckning till samlingshäftet Lillen komplett (1985).

## Biografi
Križan, vars far föddes i Jugoslavien, publicerade sig första gången 1977, i nummer 4/5 av Anders Bäckströms seriefanzin Fasett. Därefter medverkade han i otaliga serie- och science fiction-fanzin från det sena 1970-talet genom hela 1980-talet. Vid den tiden inspirerades han av serieskapare som Barry Windsor-Smith, P. Craig Russell och Will Eisner. Han var under större delen av 1990 tongivande serietecknade för Muminmagasinet och tecknade även serier för tidningen Buster 2004–2005.
Križans serier och illustrationer har dessutom publicerats sporadiskt i många olika publikationer. Några exempel är tidningar som Svenska Serier, Bizarro, Ernie, Knasen och Elixir samt böcker som Den enda vägen och Allt för konsten. Strippserien Lillen, som var inspirerad av den brittiska pantomimserien Kulman, tecknades först för Svenska Serier och dök under de kommande åren upp flitigt i olika tidningar och seriefanzin. Figuren Lillen dök också upp som kulissfigur i många av Križans andra verk, inklusive i Mumin-serien. 2023 utkom en samlingsbok med serier och illustrationer runt Lillen, ihopsamlade från 40 års produktion.
2010–2011 deltog han i Seriefrämjandets vandringsutställning Mus Mouse Maus. 2012 var han en av tecknarna i utställningen Carema min vän på Virserums konsthall. I augusti–september 2013 hade han sin första separatutställning på galleri, en retrospektiv utställning på Galleri Lucifer i Skövde.
2016 debuterade Križan med sin första bok efter eget manus. Mallan är med – en otäck historia är en barnbok med skräcktema. Den är tänkt som högläsningsbok för barn i förskoleåldern. Därefter har ytterligare tre volymer kommit i bokserien.
Förutom serierelaterat material har Križan illustrerat böcker och tidskrifter åt förlag som Aleph, Bonniers, Bra Böcker, Wela och Wiken. Genom sitt SF-intresse har han återkommande synts med bidrag i Jules Verne-Magasinet, Nova science fiction och Minotauren. Han har dock huvudsakligen varit yrkesverksam som art director och illustratör i reklamsammanhang och vid sidan av det som grafisk formgivare för framförallt Optimal Press och Jemi förlag samt under senare år även Egmont Kärnan samt Ekholm & Tegebjer.
Vid sidan av sina bild- och formarbeten har Križan även verkat som recensent. Han var under 1980-talet medlem i redaktionen på serie- och textfanzinet Seriefloran och har sedan dess verkat som recensent för Seriefrämjandets Bild & Bubbla.
Nicolas Križan är bosatt i Skövde.

## Stil
Nicolas Križans teckningsstil var linjeren och avskalad redan på tiden som seriefanzintecknare. Linjerna byggs ofta upp kring kurvor och eleganta linjer, i likhet med serietecknare som André Franquin eller Križans 80-talsfavorit P. Craig Russell. Hans återkommande seriefigur Lillen, en rund liten fåordig gestalt, förebådade i någon mån 1990-talsverksamheten med de snarlika trollen i serien Mumin.
Som illustratör av science fiction och fantastik har han varit verksam för förlag och inom SF-fandom sedan tidigt 1980-tal. Enligt John-Henri Holmberg är han "nära nog den ende i svensk fandoms historia som man med fullständig självklarhet kan konstatera inte bara är tecknare, utan faktiskt konstnär".